# Донфрон
Донфрон (фр. Domfront) – ассоциированная коммуна на северо-западе Франции, находится в регионе Нормандия, департамент Орн, округ Аржантан, кантон Донфрон. Расположена в 64 км к западу от Алансона и в 86 км к югу от Кана, в середине Анденского леса. 
С 1 января 2016 года коммуна Донфрон вместе с коммунами Ла-От-Шапель и Руэль образовали новую коммуну Донфрон-ан-Пуаре, к которой  перешел статус административного центра кантона Донфрон.

## География
Донфрон расположен на западе департамента Орн, на берегах реки Варенн (фр. Varenne).

## История
В 1010 году Гильом де Беллем повелел построить на вершине горы первый в этом месте деревянный замок, который состоял из 4 массивных башен и имел глубокий ров вокруг.
Генрих Боклерк, третий сын Вильгельма Завоевателя, в 1092 г. возвёл на скалистом уступе каменный замок с крепостной стеной четырёхуголной формы. Впоследствии, в 1100 г., Генрих Боклерк станет королём Англии, а в 1106 г. – герцогом Нормандии. В это время Донфрон был королевской крепостью.
В 1574 году здесь, после поднятого неудачного восстания в Нормандии, был схвачен, а затем обезглавлен на Гревской площади в Париже, один из руководителей гугенотов Габриэль граф Монтгомери.
По приказу Генриха IV в 1608 году замок Донфрон был разрушен.
Во время Французской революции Донфрон стал административным центром округа Донфрон.
В 1863 растущий Донфрон (2 909 жителей в 1861) поглотил в прошлом соседний городок Сен-Фрон (2 252 жителя).
10 сентября 1926, в соответствии с декретом Пуанкаре, Донфрон утратил свою су-префектуру и его районы были распределены между округами Алансон и Аржантан.

## Достопримечательности
- Руины средневекового замка и крепостная стена
- Церковь Нотр-Дам-сюр-л'О XI-XII годов в романском стиле
- Церковь Святого Жюльена 30-х годов XX века в неовизантийском стиле

## Демография
Динамика численности населения, чел.

## Администрация
Пост мэра-делегата Донфрона с 2016 года занимает Бернар Суль (Bernard Soul). На муниципальных выборах 2014 года возглавляемый им правый блок победил во 2-м туре, получив 75,55 % голосов. В январе 2016 года Бернар Суль был избран мэром новой коммуны Донфрон-ан-Пуаре и сохранил пост мэра-делегата Донфрона.

## Города-побратимы
- Бургведель, Германия
- Сея, Португалия

## Знаменитые уроженцы
- Элеонора Английская (1162-1214), королева Кастилии, дочь короля Англии Генриха II
- Клод Дюваль (1643-1670), известный разбойник, действовавший в Англии в период после Реставрации
- Виктор Юрбен Ремон (1773-1859), бригадный генерал, участник революционных и наполеоновских войн
- Марсер, Эмиль де Марсер (1828-1918), политический деятель, министр, последний бессменный сенатор
- Огюст Шевалье (1873-1956), ботаник, исследователь флоры тропической Африки

## Галерея

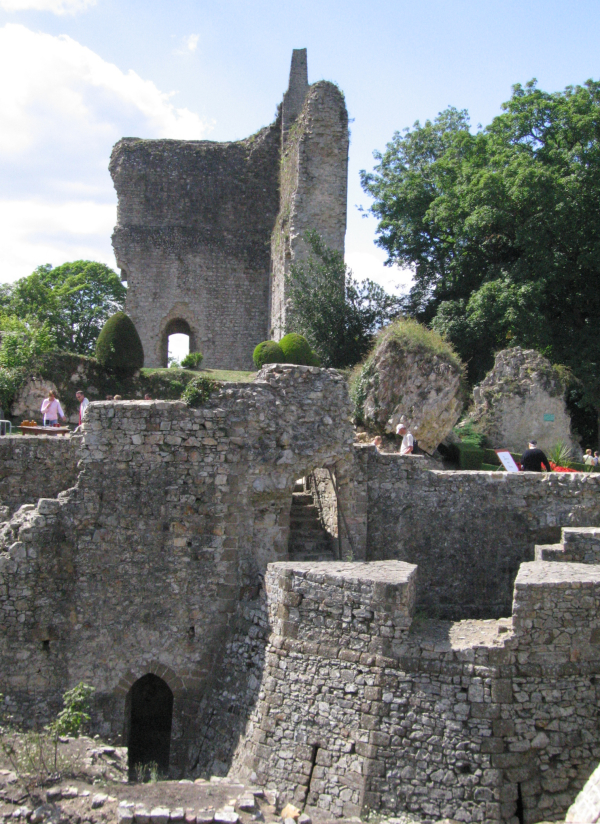
Руины средневекового замка
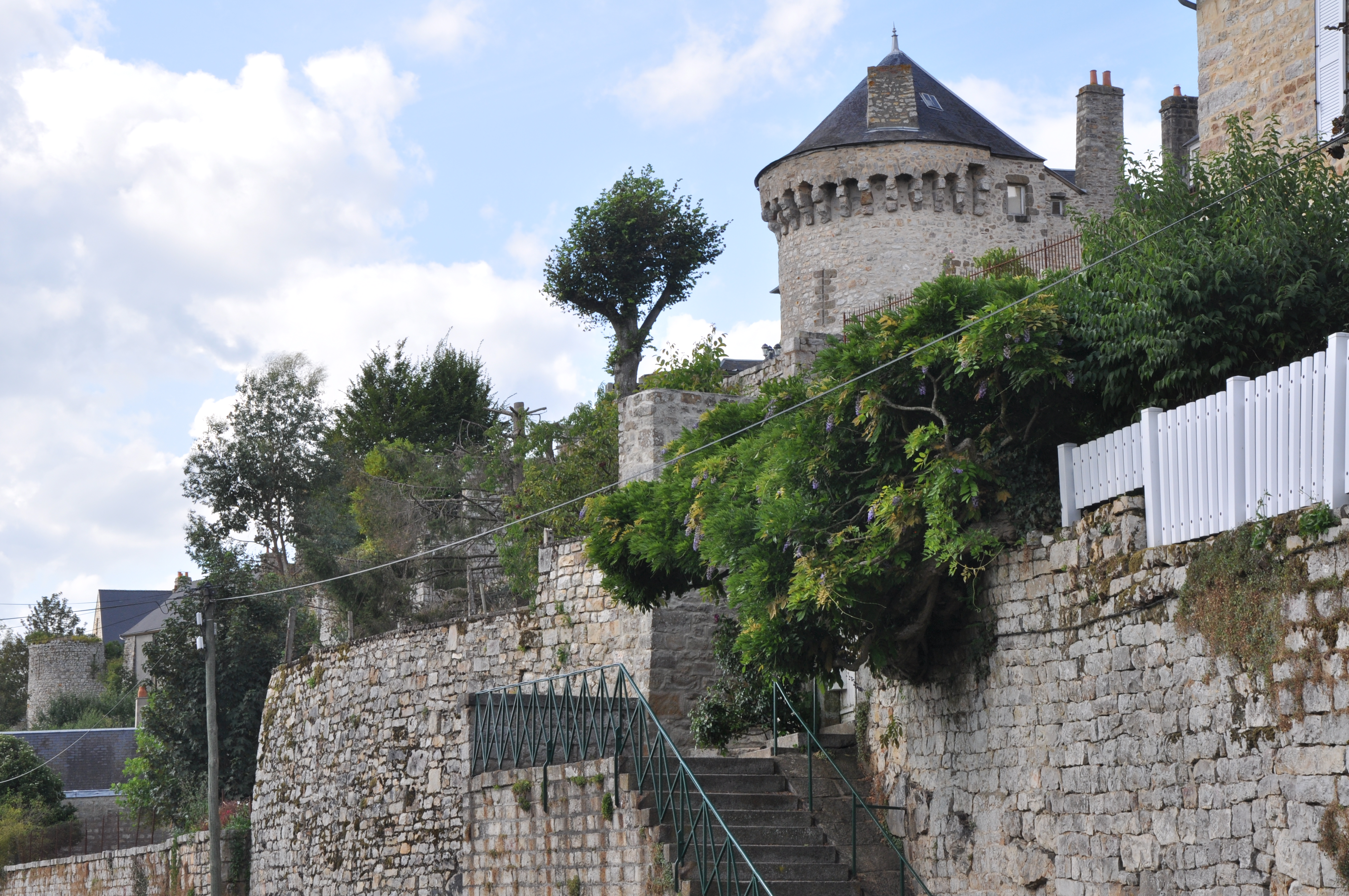
Крепостная стена
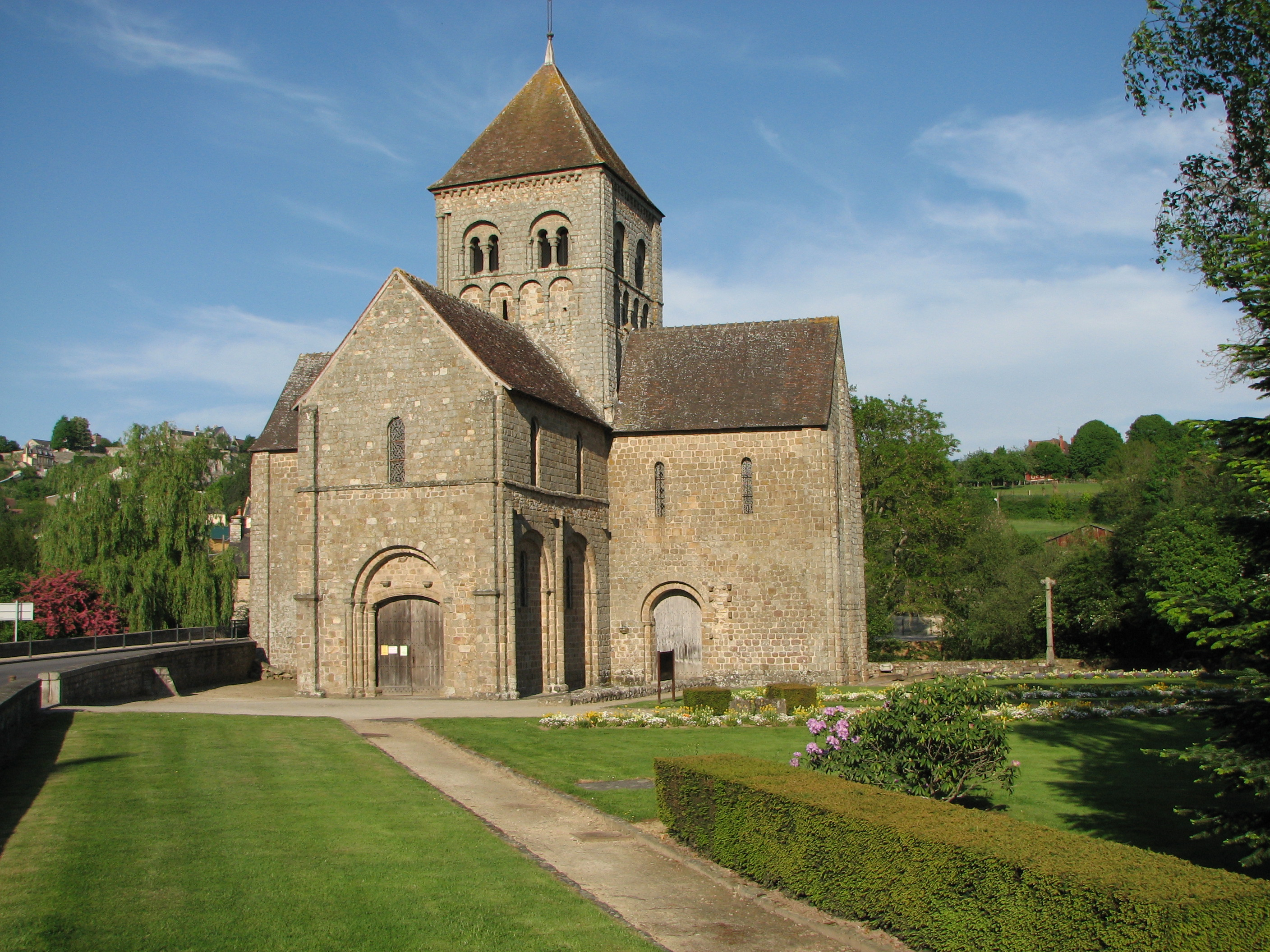
Церковь Нотр-Дам-сюр-л'О
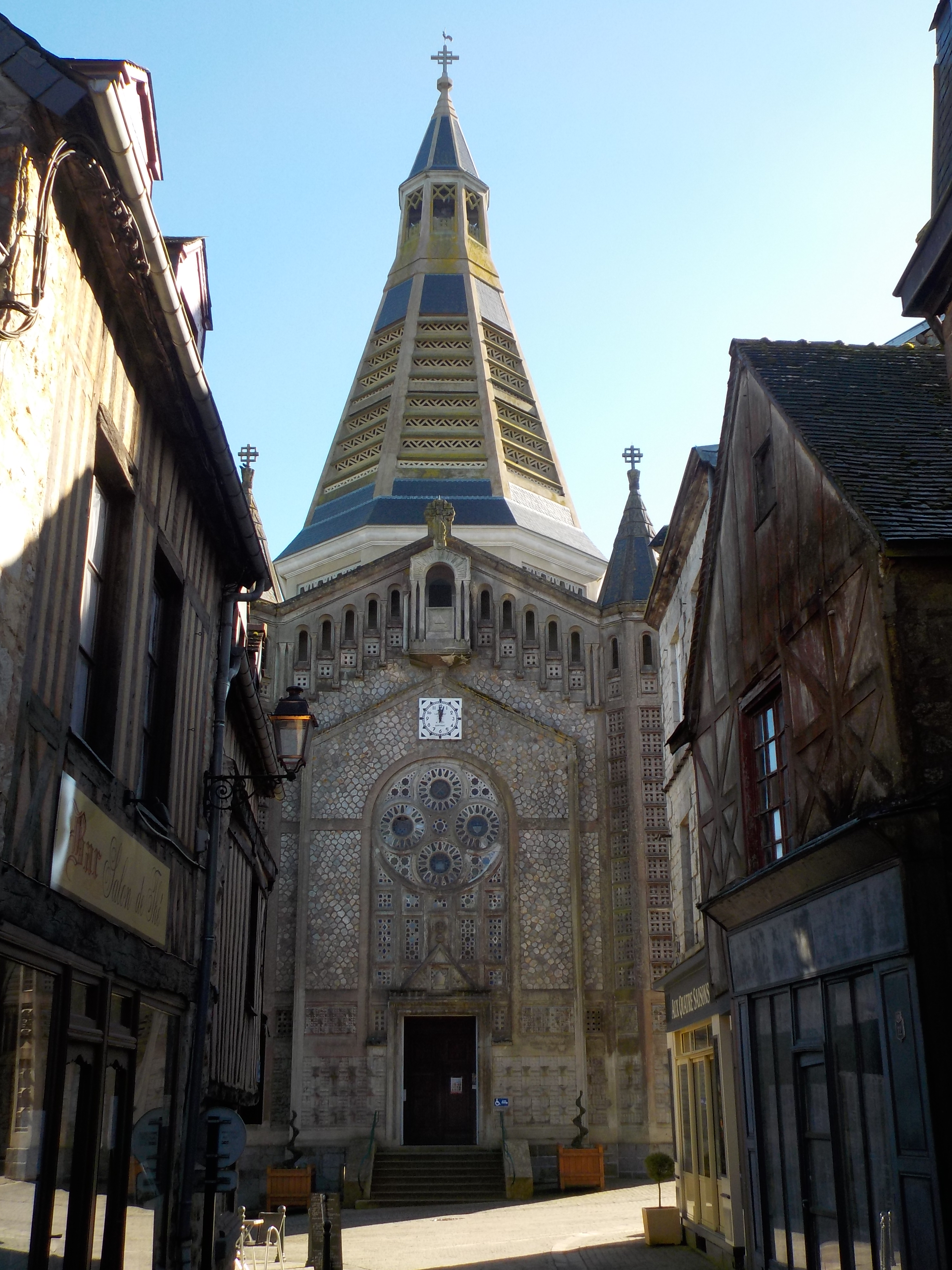
Церковь Святого Жюльена